# آبهیاسا
آبهیاسا (انگلیسی: Abhyasa)، در آیین هندو، یک تمرین معنوی است که به‌طور منظم، پیوسته و بدون وقفه انجام می‌شود. این تمرین توسط حکیم بزرگ پاتانجلی ماهاریشی در یوگا سوتراهای خود و توسط لرد کریشنا در باگاواد گیتا به عنوان وسیله ای ضروری برای کنترل ذهن همراه با Vairāgya تجویز شده است.
سوترا ۱:۱۲ «هر دو تمرین (Abhyāsa) و عدم واکنش (Vairāgya) برای ارتقای سطح آگاهی لازم است.»
سوترا ۱:۱۳ «تمرین مستمر، منظم و بدون وقفه.» - همان‌طور که Chip Hartranft در اثرش یوگا سوترای پاتانجلی مطرح کرده است. تلاشی برای خودشناسی است.